# 沙頭角銃撃戦
沙頭角銃撃戦（さとうかくじゅうげきせん、中国語: 沙頭角槍戰、英語: Sha Tau Kok Incident）は、1967年7月8日午前10時30分から午後4時15分にかけて、英領香港辺境禁区にある沙頭角で発生した、武装した広東省民兵の集団による違法越境と香港警察との間での銃撃戦。この時期、中国軍は香港域内の建築物に対し機関銃による掃射を繰り返し、6人の死者と20人の負傷者を出した。

## 背景
1966年、中国共産党は「文化大革命」を発動し、文革の風潮は香港・マカオへと波及した。1967年1月、マカオの左派が一二・三事件によって政権奪取に成功したことは、中国共産党中央委員会香港工作委員会（略称: 中共中央香港工委）および在香港の左派を刺激した。また、香港の後進的な労働者保護制度は彼らに労使紛争に便乗する機会を与えていた。
1967年4月に新蒲崗にある造花工場の労使紛争から始まった「六七暴動」は、6月にはゼネストの実施にまで発展していた。同時期、英中の境界線上にある沙頭角においても、左派による運動が両国間の緊張感を高めていく。
6月11日には沙頭角で、左派が「反英抗暴」デモを行い警察署を包囲する事態が発生するとともに、翌12日には深圳・沙頭角での抗議集会に参加するため、香港から700隻の漁船と6000人の漁民が船で深圳市塩田に向かったと主張した。
6月24日には左派村民が沙頭角警崗に集まり、これを解散させに来た警察機動隊と衝突。3輌の警察車両・装甲車が破壊され、12人が逮捕された。沙頭角聯郷委員会（後の沙頭角区郷事委員会）は、徐田波、黎松、曾明の3人の労働者を追悼する式典を開催した。 この式典の最中、左派と村民は警察署を包囲し、装甲車1輌を焼き払った。機動隊はこれを鎮圧したが、聯郷会委員の一部（温果行、李文有、呉帆等）は中国側へ逃げ込み、警察から逃れた。これは銃撃戦発生前の最大の衝突となった。これを受けて26日、中国外交部副部長の羅貴波は24日の沙頭角デモの鎮圧についてイギリス側に抗議した。

## 経過

### 中国側部隊による攻擊
1967年7月8日午前1時から3時の間、約100人の中国民兵が爆弾を使って沙頭角警署を奇襲したが、香港警察はこれを無視した。午前10時，約300名の民兵が火器を所持して中英街から香港辺境禁区へ侵入し、沙頭角警崗を包囲し、占領を試みるとともに、警崗へ向かって石や爆発物を投げ始めた。警察が沙頭角に置いていた120名の機動隊員のうち、警崗を解囲するために40人からなる小隊が増援として派遣され、取り囲んでいる中国側部隊を駆逐するため催涙弾と木弾が使用された。午前10時30分、約100名の民兵が機関銃（あるいは短機関銃）を使用して沙頭角聯郷会に駐留する80余名の機動隊員を攻撃し、双方撃ち合う銃撃戦となった。沙頭角の村人は相争って避難し、商店は閉店した。午前11時頃、中国側部隊は民家の屋根に設置された機関銃を使用し、中国側から香港側の沙頭角へ向けて集中砲火を浴びせた。中国側部隊は爆発物も投げつけ、警察官が負傷した。

### 駐港英軍の増援
当時の沙頭角の香港警察には、暴徒鎮圧用の催涙弾・木弾のほかはリボルバーしか火器がなかったため、軍事的侵攻に対抗する火力が無く、機関銃、短機関銃、ライフル銃、爆薬で武装した中国側部隊を前に、受け身の姿勢に終始した。警崗にて包囲された警察官たちは弾薬を使い果たし、無線によって1.5マイル離れたところに駐留していた駐港英軍部隊などからの応援を求めた。中国軍が機銃掃射を続けたため、救急車は負傷した警官を救出するために現場に入ることができず、各警察区は高馬型貨車を改造した装甲車両を現場に派遣し、負傷者の救出を試みたが、紛争現場に入ったときには、中国民兵によってタイヤが撃ち抜かれており、前進することができなかった。
当時、英軍は国境地帯に国境での事件に対処するには十分な大隊規模の部隊を置いていたが、駐港英軍を出動させるには、イギリス本国の内閣に相談しなければならず、そのため駐港英軍司令官サー・ジョン・ウォーズリー陸軍中将は、報告を受けてすぐに部隊を動員することができなかった。 午後1時30分過ぎ、ウォーズリー中将は英国内閣から部隊派遣および反撃の指示を受け、駐港英軍は直ちに沙頭角へ援軍を派遣し、砲兵隊も火力支援の準備を整えた。
午後4時15分、英軍の装甲車が現場に到着すると、中国側部隊は発砲を止め撤退した。 香港側では、中国系3人とパキスタン系2人を含む警察官5人が殉職、警察官12人が負傷し、中国側では兵士1人が死亡、民兵8人が負傷した。

## 事件後

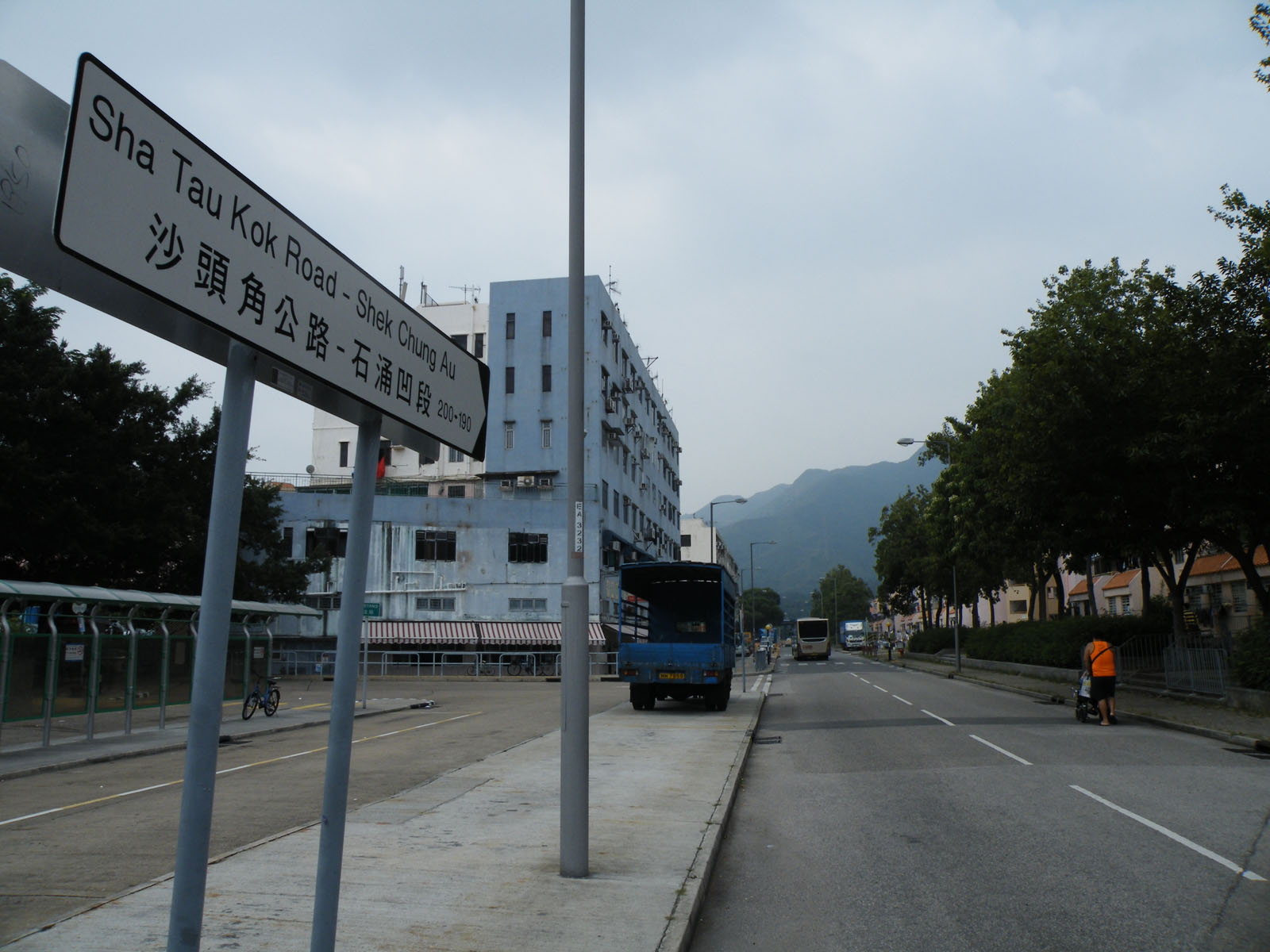
沙頭角公路-石涌凹段（2011年10月8日撮影）。当時銃撃戦の発生した地点である

その日の午後6時、香港政庁は沙頭角に夜間外出禁止令を発令し、上水から沙頭角を結ぶ九龍バス20号線（1973年に78K号線に改称）は路線を短縮して軍地までの運行とすることを発表した。この事件は国境地帯での武力衝突を伴うものであったため、香港政庁は国境警備を駐港英軍に引き渡すことを決定し、英軍はグルカ兵を配備して沙頭角に駐留する香港警察の代わりとした。マイケル・ガス総督代理は本国政府に電報を送り、国境紛争に対処するために駐港英軍の運用にもっと柔軟性を持たせるよう求めた。同年8月11日、香港政府は香港辺境禁区の完全閉鎖を発表した。
機密解除された英国外務省のファイルFCO40/74によれば、当時、駐港英軍は中国共産党の武力侵攻に備えた有事計画を策定しておらず、英軍関係者家族の緊急避難も計画していなかった。英側は、軍関係者家族の避難などの措置が取られた時点で、中国政府がそれを香港市民の心を動揺させる手段として利用できるようになることを懸念していた。この文書で提起されている最も重要な点は、ロンドンが「本国政府の許可なく軍隊を使用することはできない（The Military cannot be used without permission）」と要求していたことである。香港における英軍の行動はイギリス本国政府の統制下にあり、その目的は中国政府が香港の状況について誤った判断を下すのを防ぐことにあったことがわかる。
この事件までに、4月から始まった六七暴動ではゼネスト戦術が採用されるなどの展開があったものの、この時点で市民の支持を十分得られないばかりか、政庁からの譲歩も獲得できず、低調に陥っていた。しかし中国大陸からの支持の表れである本事件は香港本土の左派を刺激し、これ以降の戦術は爆弾闘争へと過激化していくことになる。

## 死者

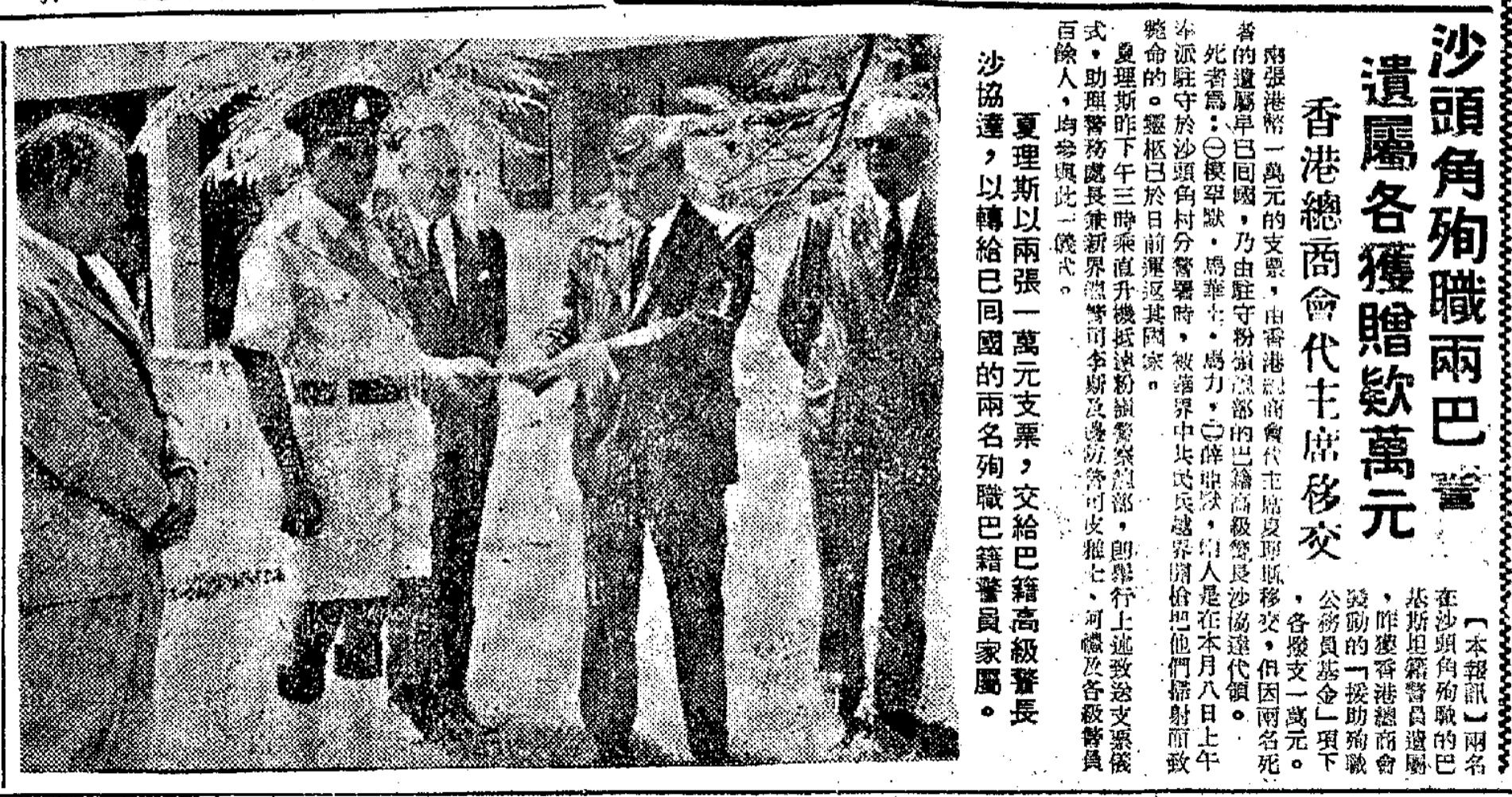
香港総商会は沙頭角銃撃戦の中で殉職した2名のパキスタン系警官の遺族に義援金を送った。遺族に代わり香港警察の代表者が受け取り、遺族に手渡した

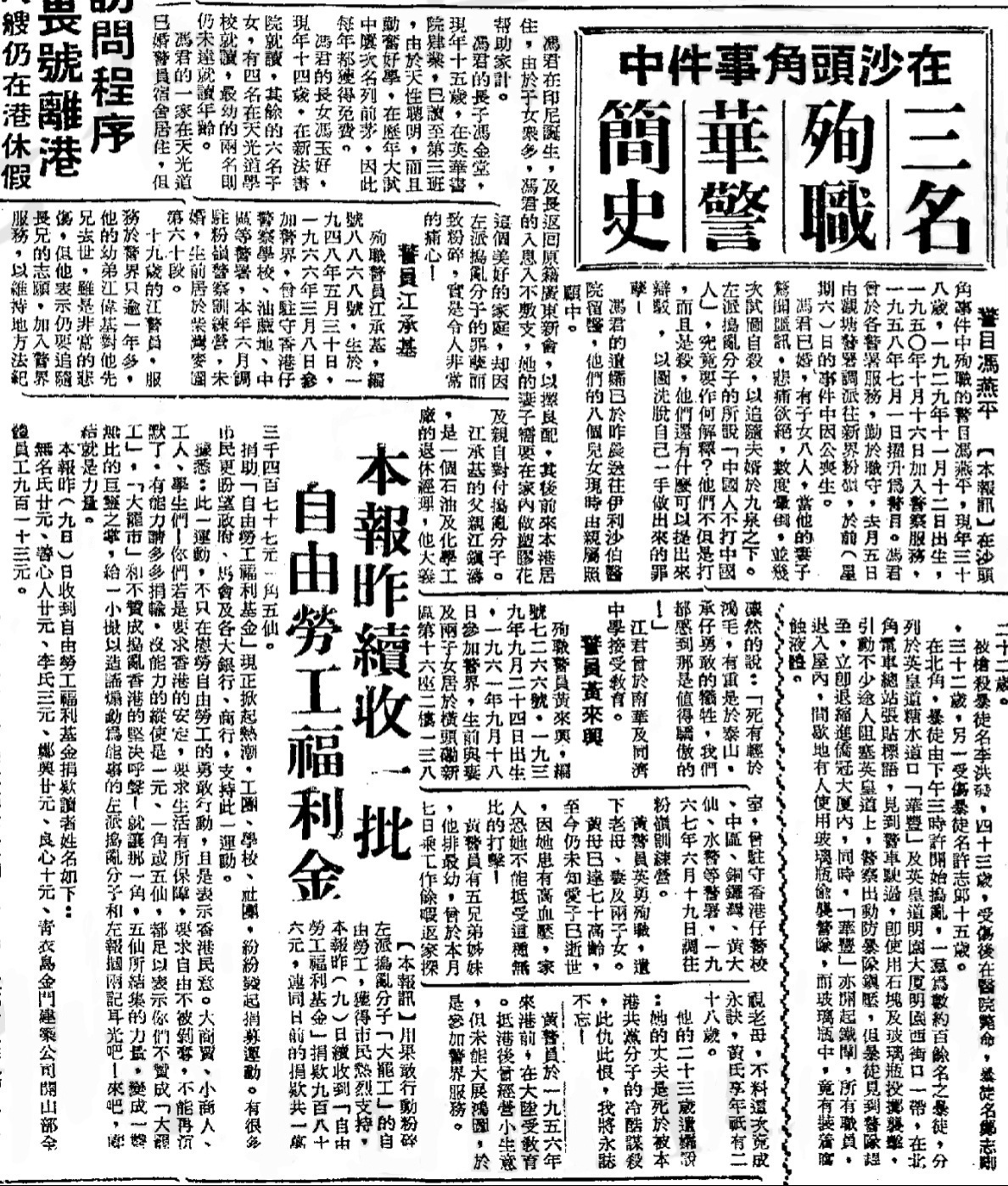
殉職した三名の華人警官の経歴を報じる『工商晚報』の記事

### 英領香港側
- 馮燕平警目
- 江承基警員
- 黃來興警員
- Mohamed Nawaz Malik（パキスタン系）警員
- Khurshid Ahmed（パキスタン系）警員

### 中華人民共和国側
- 張天生。民兵の一員で、警察署焼き討ちと計画していたが、火炎瓶に火をつけようとして香港警察に射殺された。今日、広東省檔案館には、広東省軍事管制委員会（中国語版）の1967年7月27日付の重要文書が保存されている[14]。

## 逸話
事件の1時間前、沙頭角警崗に駐在する警察官は交代したばかりで、民兵に襲われた警察官は短時間の勤務であった。交代した数人の警察官は辛くも難を逃れたが、そのうちの一人は、当時、邊境落馬洲巡邏小隊に所属していた警察官で、沙田区議会の民主党元議員、鄭則文であった。

## その後
沙頭角銃撃戦で中国側民兵に殺害された警官を悼み、皇家香港警察では香港独自の敬礼音楽「沙頭角頌」を作成し、観閲官への敬礼に使用している。
2015年9月、香港特区警務処は公式サイト上の六七暴動の歴史に関する記載を大幅に変更した。「共産党民兵」を「内地の射撃手」に変更する等の改変があり、これは事件の生存者を含めた香港社会からの批判を巻き起こした。